# Alpen Rose
Alpen Rose (アルペンローゼ, Arupen Rōze) é uma série de manga shōjo escrita e ilustrada por Michiyo Akaishi. A história foi adaptada em animé sob o título Honō no Alpen Rose: Jeudi & Lundi (炎のアルペンローゼ　ジュディ＆ランディ), pelo estúdio Tatsunoko em 1985, e as personagens foram desenhadas por Akemi Takada.

## Manga
O manga foi publicado inicialmente em formato de série em 1983 no Japão, na revista Ciao pela editora Shogakukan, com o primeiro volume tendo sido publicado em outubro de 1983. O segundo, terceiro e quarto volumes foram publicados em fevereiro de 1984, julho de 1984, e novembro de 1984. Três anos depois, os capítulos da história foram publicados periodicamente, e os volumes da série de manga foram publicados num período de três a seis meses. A série foi concluída no final de 1986, em aproximadamente nove volumes de cento e oitenta páginas. Os volumes restantes (5, 6, 7 8 e 9) foram publicados em fevereiro de 1985, julho de 1985, dezembro de 1985, junho de 1986, e setembro de 1986.
A série de manga foi reimpressa em 1993 pela Shogakukan, através da revista Flower Comics Wide. Esta nova versão foi publicada em quatro volumes de aproximadamente trezentas e cinquenta páginas, e incluiu novas capas, páginas coloridas em cada volume, e pin-ups no final dos volumes. Na década de 2000, a série foi reeditada no Japão em quatro volumes pela Flower Comics DeLuxe, com diferentes capas que eram uma combinação de fotografias a preto e branco das diferentes partes de Paris, na França, e com as imagens das personagens principais da série no centro.

## Elenco do animé
- Yoshino Takamori como Jeudi
- Keiichi Nanba como Lundi
- Masako Katsuki como Printemps
- Tomohiro Nishimura como conde Tavernier
- Rihoko Yoshida como condessa Françoise Tavernier
- Shinya Ōtaki como Robert
- Keiko Yokozawa como Clara
- Noriko Hidaka como Martha
- Run Sasaki como Risley
- Shigeru Nakahara como John
- Yuzuru Fujimoto como Jack Dunant
- Matsuko Inaba como Christine Dunant
- Tomoko Munakata como Elene Dunant
- Saeko Shimazu como Matilda
- Ken'yū Horiuchi como narrador[1]